# الیکایی پشه‌گیر نوک‌دراز
الیکایی پشه‌گیر نوک‌دراز (نام علمی: Ramphocaenus melanurus) نام یک گونه از تیره پشه‌گیر است.